# ビッグレスキュー
ビッグレスキューとは、都道府県が主催し、警察・消防・自衛隊・防災関係機関などが参加する大規模災害を想定した総合防災訓練に付けられる通称・開催名称の一つ。

## 概略
「ビッグレスキュー」の通称が広く一般に知られるようになったのは、1991年8月23日～9月1日に志方俊之（当時陸上自衛隊北部方面総監・陸将）が北部方面隊緊急医療支援訓練「ビッグレスキュー'91」として初の方面隊規模での訓練を実施したことによる。その後、1993年7月12日に奥尻島を中心に大きな被害をもたらした北海道南西沖地震において所定の成果を得た。
1995年1月の阪神・淡路大震災、3月の地下鉄サリン事件発生を受け、近年中に発災が危惧される首都圏直下型地震とそれに付随する不測事態の対処能力を検証するために2000年9月3日、東京都総合防災訓練「ビッグレスキュー東京2000」として東京都で開催された。訓練は約2万5000人が参加して、葛西・晴海・銀座など都内の計10会場で行われた。都内の主要官公庁のほかNTTや東京電力、帝都高速度交通営団（現東京メトロ）・都営地下鉄なども参加する大規模な訓練となった（志方はこのときも石原慎太郎東京都知事の要請により参与として訓練に参加）。
2001年9月1日には、七都県市合同防災訓練の一環として、東京都総合防災訓練「ビッグレスキュー東京2001」が東京都の多摩地域を中心に実施された。訓練は約1万5000人が参加して、調布基地跡地・立川広域防災基地・JR八王子駅など計7会場で行われ、防災訓練で初めて在日米軍基地（横田基地と赤坂プレスセンター）が使用された。
2012年9月16日には、九都県市合同防災訓練の神奈川県会場として、神奈川県・横須賀市合同総合防災訓練「ビッグレスキューかながわ」が神奈川県と横須賀市の合同で開催され、武山駐屯地を中央会場として実施した。本訓練には大規模震災発災時における医療支援体制の強化を目的として自衛隊の医療関係部隊と災害派遣医療チーム (DMAT)、日本赤十字社、横須賀市消防局などが参加した。2013年度は神奈川県・平塚市合同総合防災訓練、2014年度は神奈川県・小田原市合同総合防災訓練、2015年度は神奈川県・厚木市合同総合防災訓練、2016年度は神奈川県・横須賀市合同総合防災訓練のように九都県市合同防災訓練の神奈川県会場としてビッグレスキューかながわの訓練が行われている。
前述の通りビッグレスキューの通称は、陸上自衛隊の実施した「ビッグレスキュー'91」で最初に使われたが、その後、自衛隊では使われていない。ビッグレスキューのような開催名称が付いた自衛隊の防災訓練としては、2008年10月31日～11月1日に東北方面総監部の主催で実施された東北方面隊震災対処訓練「みちのくALERT2008」がある。同年6月に発生した岩手・宮城内陸地震の教訓を元に宮城県沖地震を想定したこの訓練では24自治体と35防災関係機関、一般市民を含め約1万8000人が参加。その後、2011年3月11日に東北地方を中心に大きな被害をもたらした東北地方太平洋沖地震（三陸沖地震）・東日本大震災が発生した。
なお、自衛隊では「自衛隊統合防災演習」 (JXR, Joint Exercise Rescue) を、平成11年度から東日本大震災のあった平成23年度を除き毎年実施している。基本的には指揮所演習として自衛隊の駐屯地内で行われるが、平成12年度は東京都主催の「ビッグレスキュー東京2000」に便乗する形で実働型の演習に参加した（参加理由としては同年5月の防衛庁本庁舎檜町駐屯地から市ヶ谷駐屯地への移転などが挙げられる）。2012年7月16日～20日には、2011年3月11日に発生した東日本大震災の教訓を踏まえて、統合幕僚監部が主催の「平成24年度自衛隊統合防災演習」 (24JXR) が朝霞駐屯地を中心に実施され、大規模震災発生時における指揮幕僚活動等の演練が行われた。